# Metaphidippus manni
Metaphidippus manni är en spindelart som först beskrevs av George William Peckham och Elizabeth Maria Gifford Peckham 1901.  Metaphidippus manni ingår i släktet Metaphidippus och familjen hoppspindlar. Inga underarter finns listade i Catalogue of Life.